# Max Langenhan
Max Langenhan (21 febbraio 1999) è uno slittinista tedesco, vincitore di sei titoli mondiali -due nel singolo, uno nella staffetta mista singolo e tre nelle gare a squadre- e di due trofei di Coppa del Mondo.

## Biografia

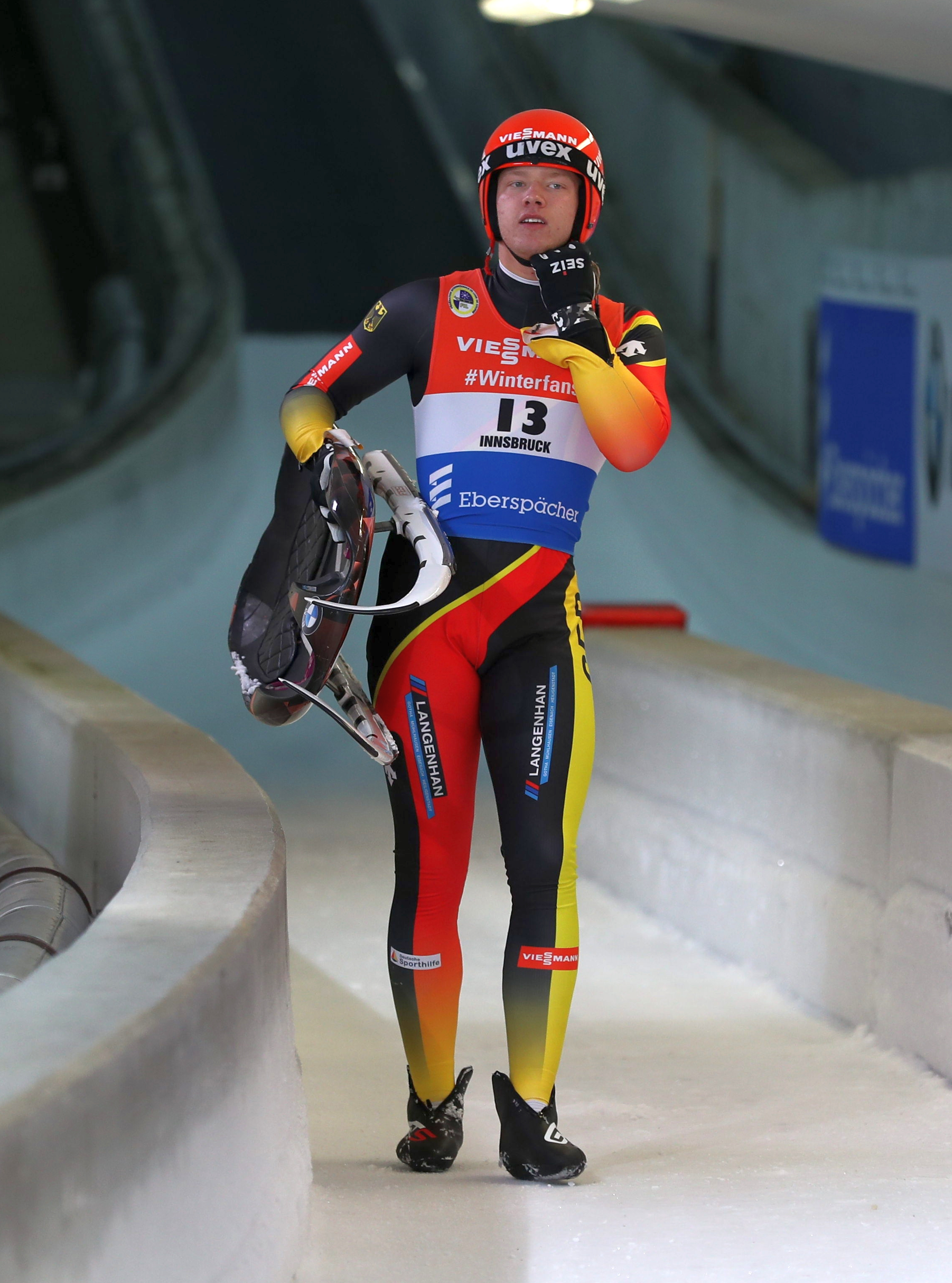
Max Langenhan a Innsbruck nel 2018, nella gara d'esordio in Coppa del Mondo

Pratica lo slittino dall'età di 8 anni e nel 2015 ha iniziato a gareggiare per la nazionale tedesca nelle varie categorie giovanili nella specialità del singolo, vincendo il trofeo della Coppa del Mondo juniores nel 2017/18. Ha inoltre vinto sei medaglie ai campionati mondiali juniores, delle quali tre d'oro: singolo e gara a squadre ad Altenberg 2018 e singolo a Innsbruck 2019; agli europei juniores ha invece conquistato quattro medaglie d'oro, ottenute nel singolo e nella gara a squadre nelle edizioni di Oberhof 2017 e Winterberg 2018.

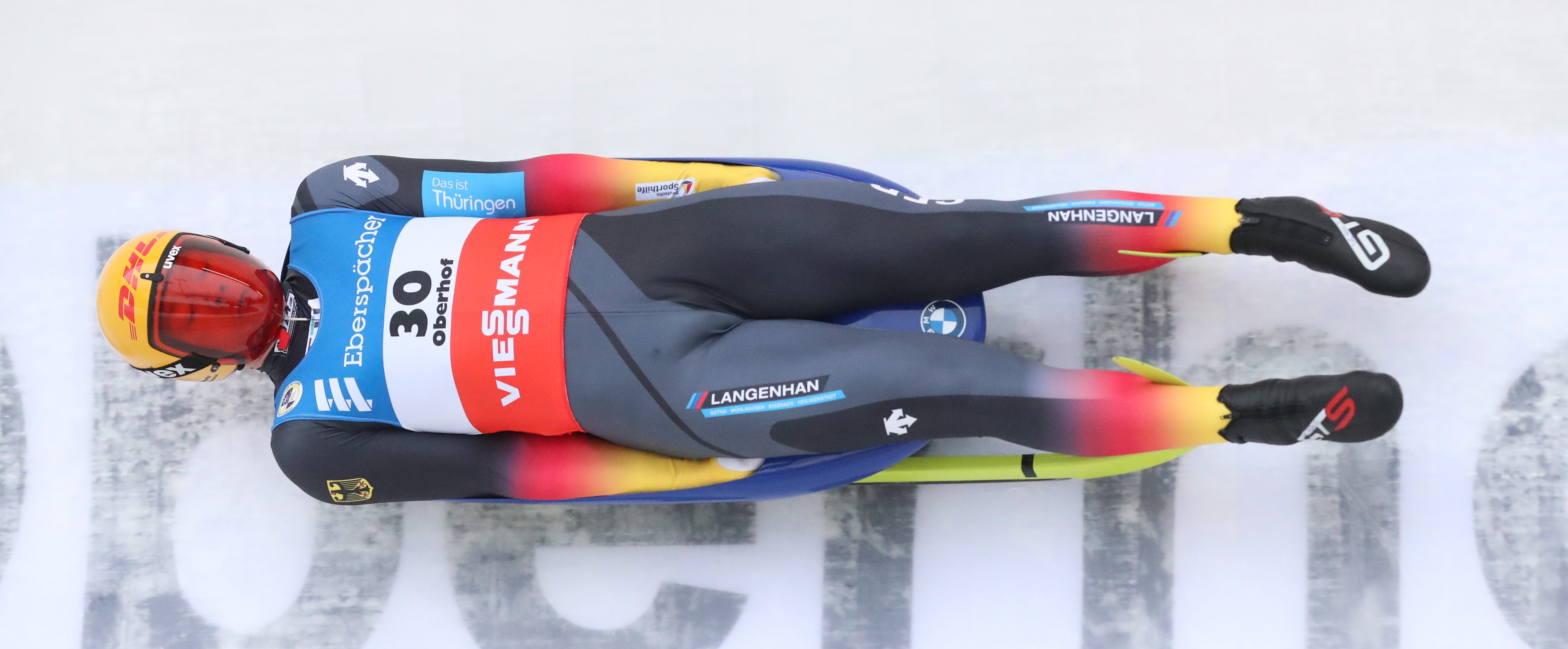
Max Langenhan in gara a Oberhof nel 2020

A livello assoluto ha esordito in Coppa del Mondo nella stagione 2018/19, il 25 novembre 2018 a Innsbruck, concludendo la gara del singolo al dodicesimo posto; ha conquistato il suo primo podio il 6 dicembre 2020 ad Altenberg, seconda tappa della stagione 2020/21, dove giunse secondo nel singolo, e centrò la sua prima vittoria due settimane dopo a Winterberg nel singolo sprint. In classifica generale come miglior risultato si è piazzato al quarto posto nel singolo nel 2020/21.
Ha preso parte a due edizioni dei campionati mondiali; nel dettaglio i suoi risultati nelle prove iridate sono stati, nel singolo: ventunesimo a Soči 2020 e quarto a Schönau am Königssee 2021; nel singolo sprint: sesto a Schönau am Königssee 2021. Il piazzamento ottenuto nel 2020 le valse inoltre la medaglia d'oro nella speciale classifica riservata agli atleti under 23. 
Agli europei ha raggiunto l'undicesima piazza nell'edizione di Lillehammer 2020, risultato che gli è valso anche la medaglia di bronzo under 23; l'anno successivo, nella rassegna di Sigulda 2021, vinse invece l'oro under 23.

## Palmarès

### Mondiali
- 9 medaglie:
  - 6 ori (gara a squadre ad Oberhof 2023; singolo, gara a squadre ad Altenberg 2024; singolo, staffetta mista singolo, gara a squadre a Whistler 2025);
  - 2 argenti (singolo ad Oberhof 2023; singolo sprint ad Altenberg 2024);
  - 1 bronzo (singolo sprint ad Oberhof 2023).

### Europei
- 6 medaglie:
  - 1 oro (singolo a Sigulda 2023);
  - 4 argenti (gara a squadre a Sigulda 2023; gara a squadre ad Innsbruck 2024; singolo, gara a squadre a Winterberg 2025);
  - 1 bronzo (singolo ad Innsbruck 2024).

### Mondiali under 23
- 1 medaglia:
  - 1 oro (singolo a Schönau am Königssee 2021).

### Europei under 23
- 2 medaglie:
  - 1 oro (singolo a Sigulda 2021);
  - 1 bronzo (singolo a Lillehammer 2020).

### Mondiali juniores
- 6 medaglie:
  - 3 ori (singolo, gara a squadre ad Altenberg 2018; singolo ad Innsbruck 2019);
  - 2 argenti (gara a squadre a Sigulda 2017; gara a squadre ad Innsbruck 2019);
  - 1 bronzo (singolo a Sigulda 2017).

### Europei juniores
- 4 medaglie:
  - 4 ori (singolo, gara a squadre ad Oberhof 2017; singolo, gara a squadre a Winterberg 2018).

### Coppa del Mondo
- Vincitore della Coppa del Mondo generale nel singolo nel 2023/24 e nel 2024/25.
- Vincitore della Coppa del Mondo di specialità nel singolo nel 2023/24.
- Vincitore della Coppa del Mondo di specialità nel singolo sprint nel 2023/24.
- 45 podi (25 nel singolo, 4 nel singolo sprint, 3 nelle staffette miste singolo, 13 nelle gare a squadre):
  - 25 vittorie (14 nel singolo, 4 nel singolo sprint, 1 nelle staffette miste singolo, 6 nelle gare a squadre);
  - 16 secondi posti (7 nel singolo, 2 nelle staffette miste singolo, 7 nelle gare a squadre);
  - 4 terzi posti (tutti nel singolo).

#### Coppa del Mondo - vittorie
| Data             | Luogo        | Paese       | Disciplina                                                                                               |
| ---------------- | ------------ | ----------- | --- |
| 20 dicembre 2020 | Winterberg   | Germania    | Singolo sprint                                                                                           |
| 12 dicembre 2021 | Altenberg    | Germania    | Singolo                                                                                                  |
| 12 dicembre 2021 | Altenberg    | Germania    | Gara a squadre con Julia Taubitz, Toni Eggert e Sascha Benecken                                          |
| 14 gennaio 2023  | Sigulda      | Lettonia    | Singolo                                                                                                  |
| 5 febbraio 2023  | Altenberg    | Germania    | Singolo                                                                                                  |
| 11 febbraio 2023 | Winterberg   | Germania    | Singolo                                                                                                  |
| 12 febbraio 2023 | Winterberg   | Germania    | Singolo sprint                                                                                           |
| 18 febbraio 2023 | Sankt Moritz | Svizzera    | Singolo                                                                                                  |
| 19 febbraio 2023 | Sankt Moritz | Svizzera    | Gara a squadre con Dajana Eitberger, Tobias Wendl e Tobias Arlt                                          |
| 26 febbraio 2023 | Winterberg   | Germania    | Singolo                                                                                                  |
| 8 dicembre 2023  | Lake Placid  | Stati Uniti | Singolo                                                                                                  |
| 9 dicembre 2023  | Lake Placid  | Stati Uniti | Singolo sprint                                                                                           |
| 15 dicembre 2023 | Whistler     | Canada      | Singolo                                                                                                  |
| 16 dicembre 2023 | Whistler     | Canada      | Gara a squadre con Julia Taubitz, Tobias Wendl, Tobias Arlt, Jessica Degenhardt e Cheyenne Rosenthal     |
| 7 gennaio 2024   | Winterberg   | Germania    | Singolo                                                                                                  |
| 7 gennaio 2024   | Winterberg   | Germania    | Gara a squadre con Anna Berreiter, Tobias Wendl, Tobias Arlt, Jessica Degenhardt e Cheyenne Rosenthal    |
| 3 febbraio 2024  | Altenberg    | Germania    | Singolo                                                                                                  |
| 11 febbraio 2024 | Oberhof      | Germania    | Gara a squadre con Merle Fräbel, Hannes Orlamünder, Paul Gubitz, Jessica Degenhardt e Cheyenne Rosenthal |
| 18 febbraio 2024 | Oberhof      | Germania    | Singolo sprint                                                                                           |
| 1º dicembre 2024 | Lillehammer  | Norvegia    | Singolo                                                                                                  |
| 1º dicembre 2024 | Lillehammer  | Norvegia    | Staffetta mista singolo con Julia Taubitz                                                                |
| 5 gennaio 2025   | Sigulda      | Lettonia    | Gara a squadre con Merle Fräbel, Tobias Wendl, Tobias Arlt, Jessica Degenhardt e Cheyenne Rosenthal      |
| 11 gennaio 2025  | Altenberg    | Germania    | Singolo                                                                                                  |
| 26 gennaio 2025  | Oberhof      | Germania    | Singolo                                                                                                  |
| 23 febbraio 2025 | Yanqing      | Cina        | Singolo                                                                                                  |

### Coppa del Mondo juniores
- Vincitore della classifica generale nella specialità del singolo nel 2017/18.

### Coppa del Mondo giovani
- Miglior piazzamento in classifica generale nel singolo: 7º nel 2014/15.

### Campionati tedeschi
- 8 medaglie:
  - 6 argenti (singolo ad Altenberg 2022; singolo, gara a squadre ad Oberhof 2023; singolo, gara a squadre ad Altenberg 2024; gara a squadre a Winterberg 2025);
  - 2 bronzi (singolo a Schönau am Königssee 2021; gara a squadre ad Altenberg 2022).